# Swiatłana Akrużna
Swiatłana Arciomauna Akrużna (biał. Святлана Арцёмаўна Акружная, ros. Светлана Артёмовна Окружная, Swietłana Artiomowna Okrużna; ur. 26 stycznia 1947 w Czerniowcach) – białoruska aktorka teatralna.

## Życiorys
Urodziła się 26 stycznia 1947 roku w Czerniowcach, w Ukraińskiej SRR, ZSRR. W 1969 roku ukończyła studia w Białoruskim Instytucie Teatralno-Artystycznym. Pracowała w Białoruskim Teatrze im. Jakuba Kołasa. Wykonywała role liryczno-dramatyczne, komediowe i charakterystyczne. Do najbardziej znanych należą:
- Córka („Zaciukany apostał” Andreja Makajonka);
- Luśka („Radawyja” Alaksieja Dudaraua);
- Aniutka („Ciemna potęga” Lwa Tołstoja);
- Gala Czetwiertak („Tak tu cicho o zmierzchu…” Borisa Wasiljewa);
- Kattrin („Matka Courage i jej dzieci” Bertolta Brechta);
- Lucie Méricourt („Na zdrowie” Pierre'a Chesnota);
- Franka Chomcówna („Cham” Elizy Orzeszkowej)[1].

## Odznaczenia
- Ludowa Artystka Białorusi (1991)[1].